# Anthidium rubripes
Anthidium rubripes är en biart som beskrevs av Heinrich Friese 1908. Anthidium rubripes ingår i släktet ullbin, och familjen buksamlarbin. Inga underarter finns listade i Catalogue of Life.